# Pascal Lainé
Pascal Lainé   (Anet, 10 de maig de 1942 - Ivry-sur-Seine, 30 de desembre de 2024) va ser un escriptor i guionista francès, Premi Goncourt de l'any 1974 per la seva novel·la La Dentellière.
Pascal Lainé va néixer el 10 de maig de 1942 a Anet, (Eure-et-Loir), on els seus pares s'havien instal·lat durant la guerra. Va estudiar a L'Escola Normal Superior de Fontenay-Saint Cloud (1962) i va fer de professor universitari de filosofia.

## Obres
- 1967 : B comme Barabbas
- 1971: L'Irrévolution
- 1974: La Dentellière. L'any que va rebre el Premi Goncourt va vendre 350.000 exemplars en l'edició normal i 500.000 en l'edició de France Loisirs.[3]
- 1974: La Femme et ses images
- 1978: Si on partait
- 1979: L'Eau du miroir i Tendres Cousines
- 1982: Terres des ombres
- 1984: Le Dîner d'adieu
- 1985: Trois petits meurtres et puis s'en va
- 1986: i Jeanne du bon plaisir ou Les hasards de la fidélité
- 1987: L'assassin est une légende
- 1988: Les Petites Égarées
- 1989: Plutôt deux fois qu’une
- 1990: Monsieur vous oubliez votre cadavre
- 1992: Dialogues du désir
- 1993: L'Incertaine
- 1994: Collision fatale i La semaine anglaise
- 1994: Les enquêtes de l'inspecteur Lester
- 1996: Fleur de pavé
- 1997: Le Commerce des apparences
- 1998: Capitaine Bringuier (teatre) i Il n'est rien passé
- 2000: Sacré Goncourt !, À croquer, i Quatre femmes
- 2001: Derniers jours avant fermeture
- 2002: Votre libre de la semaine
- 2003: La Presque Reine i Stupéfiantes lucarnes
- 2004: La légende vrai d'Evita
- 2005: Le Mystère de la Tour Eiffel i Traité de nudité (assaig)
- 2006: Un clou chasse l'autre ou La vie d'artiste i L'Instant amoureux)
- 2008: Maman, quand je serai grand je veux être patron du CAC 40 (assaig) i Nude Attitude, llibre sobre el naturisme.

### Adaptacions al cinema i a la TV
- 1976: La Dentellière va ser adaptada al cinema pel director Claude Goretta i protagonitzada entre altres per Isabelle Hupert.[4][5]
- 1976: Le jardin des supplices del director Christian Gion i protagonitzada entre altres per Jean-Claude Carrière
- 1980: Tendres Cousines, que amb el mateix títol va ser adaptada al cinema per David Hamilton.[6]
- 1995: Les vacances de l'inspecteur Lester, dirigida per Alain Wermus[6]
- 2005: La légende vrai de la Tour Eiffel, dirigida per Simon Brook[6]
- 2014. Dommages collatéraux, dirigida per Michel Favart[6]